# Vägatjärnen (Råneå socken, Norrbotten, 734828-179135)
Vägatjärnen är en sjö i Bodens kommun i Norrbotten och ingår i Vitåns huvudavrinningsområde.